# Saint-Martin-sur-Ouanne
Saint-Martin-sur-Ouanne este o comună în departamentul Yonne, Franța. În 2009 avea o populație de 444 de locuitori.

## Evoluția populației
| An        | 1975 | 1982 | 1990 | 1999 | 2006 | 2009 |
| --------- | ---- | ---- | ---- | ---- | ---- | ---- |
| Populație | 414  | 394  | 370  | 378  | 429  | 444  |